# Природно-історичний комплекс Г. С. Сковороди
Природно-історичний комплекс Г. С. Сковороди — парк-пам'ятка садово-паркового мистецтва місцевого значення. Об'єкт розташований на території Золотоніського району Черкаської області, село Каврай.
Площа — 14 га, статус отриманий у 1975 році.

## Історія
Основу комплексу було засновано українським дідичами з роду Томар. Зокрема, Степан Томара, успадкувавши від батька та діда Стефана Томари село Каврай (тепер Коврай Гельмязівської сільської громади Золотоніського району Черкаської області), "...а оиими населено на купленних в давних годах от разних обитателей грунтах..." розбудував тут великий маєток.
Весною чи восени 1753 року бунчуковий товариш Степан Томара запросив відомого українського філософа та педагога Григорія Сковороду працювати домашнім учителем у нього в маєтку в селі Каврай. Його туди направив митрополит Тимофій Щербацький. Договір, за яким семилітній син поміщика Василь, розбещений матір'ю Ганною, був довірений Сковороді «в смотреніе и науку», укладено на один рік. Тут у маєтку Сковорода написав низку віршів до збірки «Сад божественних пісень», заклав основи своїх філософської та педагогічної систем.